# Пролив
Пролив (ијек. прољев) или дијареја (лат. Diarrhea) представља абнормално брзо кретање фекалних материја кроз дебело црево, што има за последицу повећање садржаја течности или волумена цревног садржаја и учестало вршење нужде са воденастим столицама различитог степена вискозитета. Избачени цревни садржај понекад може садржавати примесе крви, гноја и других материја. Пре самог наступа овог стања долази до изражене перисталтике (цревних покрета), што неретко прате и болни грчеви.
Пролив може бити акутан (када наступи изненада, кратко траје и пролази без последица) или хроничан (када траје по неколико недеља или месеци). Код случајева озбиљне неухрањености ово стање може изазвати смртан исход, што се нарочито често дешава у неразвијеним земљама.

## Етиологија и клиничка слика
Пролив изазивају различити етиолошки фактори, међу којима се посебно издвајају вирусне инфекције, паразити и бактеријски токсини. Осим тога, међу честе узрочнике се убрајају: упала црева, колера, дизентерија, трбушни тифус, Грејвсова болест, улцеративни колитис, Кронова болест, ботулизам, поремећаји лучења хормона штитне жлезде, превелико конзумирање алкохола, тровање храном, контраиндикације код узимања лекова, стомачни грип, страх, емотивно узбуђење итд. Сви ови фактори изазивају пролив путем четири различита механизма:
- повећање осмотског притиска,
- повећање секреције,
- инфламаторни процеси и
- смањење времена апсорпције.[2]

### Осмотска дијареја
Осмотска дијареја настаје услед задржавања осмотски активних супстанци (хидросолубилних састојака) у цревима, који за себе везују воду. Јавља се код интолеранције на шећере (посебно на лактозу - млечни шећер), код употребе слабоапсорбујућих соли у виду лаксатива и антацида (као нпр. магнезијум-сулфат и натријум-фосфат), уношења одређених органских киселина (винска, јабучна, лимунска), коришћења вештачких заслађивача (манитол, сорбитол) и слично.
Због акумулације хидросолубилних састојака расте осмотски градијент према лумену црева, па вода из екстрацелуларних простора прелази у лумен и долази до растезања цревних зидова. Ово убрзава перисталтику и скраћује време задржавања фекалних материја унутар црева.

### Секреторна дијареја
Секреторна дијареја настаје као последица повећања активног или пасивног лучења електролита и других материја у танком и дебелом цреву Стимулатори секреције могу бити: ентеротоксини бактерија (Vibrio cholerae, Shigela, Escherichia coli), ентеропатогени вируси, жучне соли, неапсорбоване масти из хране, неке врсте лекова, гастроинтестинални хормони (гастрин, вазоинтестинални пептид, калцитонин, серотонин), оштећење цревног зида итд.
Овај тип дијареје се јавља десет пута чешће код жена него код мушкараца, и то посебно код особа старијих од 60 година. Обично пролази без других симптома, али се могу јавити наузеа, повраћање, абдоминални бол, надутост трбуха и губитак тежине.

### Упална дијареја
Ексудативна или упална дијареја се јавља у случају обољења цревне слузнице (регионални ентеритис, улцеративни колитис, псеудомембранозни колитис, туберкулоза, лимфом, тумори итд), која доводе до инфламације слузокоже и појаве улцерација или тумефакција (отока).
Последица ових патолошких збивања је појава крвне плазме, серумских протеина, крви, слузи и других материја у цревном садржају, што значајно повећава количину течности у столици. Појава патолошких процеса на слузници ректума (завршног дела дигестивног тракта) изазива учесталу дефекацију, јер је промењена ректална слузница осетљивија на растезање цревног лумена.

### Смањено време апсорпције
Смањење времена апсорпције настаје када фекалне материје нису довољно времена у контакту са одговарајућом апсорптивном површином дигестивног тракта. Ово има за последицу повећање количине течности у цревном садржају.
Фактори који узрокују ово стање су: ресекција желуца, танког или дебелог црева, пилоропластика, ваготомија, употреба одређених медикамената (антациди и лаксативи који садрже соли магнезијума), хуморални агенси који убрзавају пролаз фекалних материја стимулацијом глатких мишића у зиду црева.

### Малапсорпција
Малапсорпција (лоша апсорпција) изазива дијареју осмотским и секреторним механизмима. У првом случају, она настаје као последица уношења хране богате неапсорбујућим хидросолубилним састојцима мале молекулске тежине, док поједини липиди делују као стимулатори секреције и изазивају секреторну дијареју. Дијареја везана за малапсорпцију може се развити и када је транспорт цревног садржаја продужен и долази до размножавања бактерија у танком цреву.
Најчешћи фактори који изазивају овакав вид дијареје су: целијачна болест (интолеранција на глутен из брашна), малапсорпција фруктозе (воћног шећера), пернициозна анемија, смањена секреција панкреаса (у случају цистичне фиброзе или панкреатитиса), радијална фиброза, хемотерапија итд.

### Моторна дијареја
Моторна или моталитетна дијареја настаје због убрзања перисталтике (моторне активности) танког и дебелог црева. Најчешће се јавља услед лучења активних супстанци попут вазоинтестиналног пептида, серотонина и калцитонина или као последица поремећаја у активности аутономног нервног система (посебно парасимпатикуса).

### Психогена дијареја
Психогена или емоционална дијареја настаје у тренуцима повећане нервне напетости, када снажна стимулација парасимпатичког нервног система изазива повећање и мотилитета и секреције у завршном делу дебелог црева.

### Парадоксална дијареја
Парадоксална дијареја настаје око стврднутих фекалних маса код деце и ментално поремећених болесника.

## Компликације
Током дијареје може доћи до губитка течности и појаве дехидратације, електролитног дисбаланса и васкуларног колапса. Колапс се нарочито брзо може развити код деце, старијих и ментално ретардираних особа, као и код пацијената са тешким облицима дијареје каква се среће код колере. Губитак бикарбоната може изазвати метаболичку ацидозу, а хипомагнеземија појаву мишићне тетаније.

## Дијагноза
Тачна дијагноза се поставља на основу анамнезе, клиничког прегледа, лабораторијске анализе електролита, микро- и макроскопског прегледа столице и додатних дијагностичких поступака: ректоскопије, сигмоидоскопије, биопсије ректалне слузнице (ради патохистолошког прегледа), рендгенографије и евентуално функционалног прегледа панкреаса (одређивање панкреасних ензима и панкреатографија).

## Лечење
Терапија дијареје је углавном симптоматска. Основ терапије чини надокнада воде и електролита, која се у случајевима тешке дијареје спроводи парентерално. Као антидијароици могу се користити различити адсорбенси (нпр. магнезијум-алуминијум-силикат) који везују евентуално присутне бактерије, токсине или разградне продукте. Опиоидни лекови са слабо израженим централним дејством (лоперамид, дифеноксилат) као и кодеин ефикасно уклањају симптоме дијареје, али се њихова примена не препоручује код фебрилних пацијената као и када се сумња на инфективну етиологију дијареје јер могу продужити време опоравка. Бизмут-субсалицилат такође може бити користан у симптоматској терапији. Примена октреоида и других аналога соматостатина углавном је резервисана за тешке облике дијареје који се јављају услед присуства одређених тумора панкреаса или неуроендокриних тумора. Код тешких и дуготрајних дијареја са познатим узрочником, врши се терапија антибиотицима.